# Championnat d'Azerbaïdjan de football 2007-2008
Navigation
Saison précédente Saison suivante
La saison 2007-2008 du Championnat d'Azerbaïdjan de football était la 16e édition de la première division en Azerbaïdjan. Appelée à partir de cette saison Premier League, elle regroupe 14 clubs azéris regroupés en une poule unique où les équipes s'affrontent deux fois, à domicile et à l'extérieur. À la fin de la saison, les 2 derniers sont relégués en deuxième division et remplacés par les 2 meilleurs clubs de ce championnat,

C'est le FK Inter Bakou qui remporte le titre de champion d'Azerbaïdjan cette année, en terminant en tête du classement, à égalité de points avec le FK Olimpik Bakou (mais avec une meilleure différence de buts). Le FK Neftchi Bakou termine à la 3e place, à 3 points du nouveau champion. Le tenant du titre, le FK Khazar Lenkoran, termine à la 4e place, à 6 points de l'Inter Bakou, qu'il bat en finale de la Coupe d'Azerbaïdjan.
Deux jours avant le début du championnat, le président du FK MKT Araz Imisli décide de vendre tous les joueurs et de dissoudre le club, après une défaite en Coupe UEFA 2007-2008 face au club polonais de Dyskobolia Grodzisk Wielkopolski. La Fédération azérie décide donc de permettre la promotion du club d'ABN Bärdä pour compenser ce forfait.

## Les 14 clubs participants
| - FK Neftchi Bakou - PFK Turan Tovuz - FK Masalli - Promu de D2 - FK Qarabag Agdam - FK Olimpik Bakou - FK Bakou - FK Standard Bakou - Promu de D2 | - Qabala FK - FK Khazar Lenkoran - FK Karvan - ABN Bärdä - Promu de D2 - FK Simurq Zaqatala - FK Inter Bakou - FK Gänclärbirliyi Sumqayit |

## Compétition
Le barème de points servant à établir le classement se décompose ainsi :
- Victoire : 3 points
- Match nul : 1 point
- Défaite : 0 point

### Classement
| Rang | Équipe                     | Pts | J  | G  | N  | P  | Bp | Bc | Diff |
| ---- | -------------------------- | --- | -- | -- | -- | -- | -- | -- | ---- |
| 1    | FK Inter Bakou             | 58  | 26 | 18 | 4  | 4  | 55 | 18 | +37  |
| 2    | FK Olimpik Bakou           | 58  | 26 | 17 | 7  | 2  | 29 | 7  | +22  |
| 3    | FK Neftchi Bakou           | 55  | 26 | 16 | 7  | 3  | 42 | 18 | +24  |
| 4    | FK Khazar Lenkoran T C     | 52  | 26 | 14 | 10 | 2  | 44 | 16 | +28  |
| 5    | FK Qarabag Agdam           | 41  | 26 | 11 | 8  | 7  | 25 | 16 | +9   |
| 6    | Qabala FK                  | 36  | 26 | 11 | 3  | 12 | 33 | 36 | -3   |
| 7    | FK Simurq Zaqatala         | 36  | 26 | 9  | 9  | 8  | 31 | 25 | +6   |
| 8    | FK Bakou                   | 35  | 26 | 8  | 11 | 7  | 35 | 26 | +9   |
| 9    | FK Standard Bakou P        | 32  | 26 | 8  | 8  | 10 | 36 | 26 | +10  |
| 10   | FK Masallı P               | 30  | 26 | 8  | 6  | 12 | 30 | 40 | -10  |
| 11   | FK Karvan                  | 23  | 26 | 6  | 5  | 15 | 23 | 36 | -13  |
| 12   | PFK Turan Tovuz            | 18  | 26 | 4  | 6  | 16 | 21 | 49 | -28  |
| 13   | FK Gänclärbirliyi Sumqayit | 14  | 26 | 4  | 2  | 20 | 21 | 68 | -47  |
| 14   | ABN Bärdä P                | 12  | 26 | 2  | 6  | 18 | 12 | 56 | -44  |

|  | Qualification pour la Ligue des champions 2008-2009 |
|  | Qualification pour la Coupe UEFA 2008-2009          |
|  | Qualification pour la Coupe Intertoto 2008          |
|  | Relégation en deuxième division                     |
|  | P Promu de deuxième division                        |

## Bilan de la saison
| Championnat d'Azerbaïdjan de football 2007-2008 |                            |
| Champion                                        | FK Inter Bakou (1er titre) |
| Coupes et trophées                              |                            |
| Vainqueur de la Coupe d'Azerbaïdjan 2007-2008   | FK Khazar Lenkoran         |
| Qualifications continentales                    |                            |
| Ligue des champions 2008-2009                   | FK Inter Bakou             |
| Coupe UEFA 2008-2009                            | FK Olimpik Bakou           |
| Coupe UEFA 2008-2009                            | FK Khazar Lenkoran         |
| Coupe Intertoto 2008                            | FK Neftchi Bakou           |
| Promotions et relégations                       |                            |
| Promus en Top League                            | FK Bakili Bakou            |
| Promus en Top League                            | MOIK Bakou                 |
| Relégués en First League                        | FK Gänclärbirliyi Sumqayit |
| Relégués en First League                        | ABN Bärdä                  |